# Martin Dessau
Martin Dessau (22. januar 1865 i Horsens – 6. november 1919 i Hellerup) var en dansk erhvervsleder, etatsråd og direktør i B&W. Hans brødre Harry, Hartvig og Benny Dessau blev også store erhvervsledere.
Martin Dessau var født i Horsens som søn af mægler Salomon Dessau (død 1869) og hustru Flora født Meyer. Han kom i hovedstaden 1879 på kontoret hos Philip W. Heyman, der besad Københavns Svineslagteri, og blev 18 år gammel først rejsende i Danmark for Heyman og 1885 bestyrer af det af Heyman overtagne Fyens Svineslagteri i Assens. Denne stilling fratrådte han i 1888 for at overtage pladsen som direktør for Slagelse Andelssvineslagteri, i hvilken egenskab han fungerede som dommer over svin ved dyrskuer og landmandsforsamlingen i Randers. 1894 fik han af Odense Byråd sammen med Adolf Küster en koncession på anlæg og drift af et offentligt slagtehus med tilhørende kødkontrolstationer for Odense by og drev disse virksomheder i forbindelse med et eksportslagteri og et svineslagteri, indtil han i 1897 solgte hele foretagendet til andelsselskabet Odense offentlige Slagtehuse og Eksportslagteri.
Den 1. september 1897 begyndte et nyt kapitel, idet han tiltrådte stillingen som forretningskyndig direktør i aktieselskabet Burmeister & Wains maskin- og skibsbyggeri, og fra 1908 blev han direktør i denne virksomheds datterselskab, Burmeister & Wains Export Kompagni, der tilvirkede mælketransportspande og andre pressede stålvarer. I 1905 lykkedes det Dessau at skaffe fornøden garantikapital til at afholde De samvirkende sjællandske Landboforeningers store jubilæumsdyrskue i Fælledparken i København.
Martin Dessau købte landstedet Eltham på Strandvejen 34 i Hellerup, der lå tæt ved broderen Benny Dessaus direktørvilla på Strandvejen 46 ved Tuborg. Begge villaer er siden revet ned.
Gift 1. gang 29. juli 1890 i København (Mosaisk Trossamfund.) med Bodil Inge Goldschmidt, født 17. juli.1872 i København (Mosaisk Trossamfund.), død 13. november1897 i Hellerup, datter af fabrikant Bendix (Benny) Moses Goldschmidt (1834-1901) og Dora Levy (1842-1924).
Gift 2. gang 16. maj.1902 i Kbh. (borgerlig vielse) med Ellen Margrete Salomonsen, født 28.september.1881 i København. (Mosaisk Trossamfund), død 27.februar.1916 i Hellerup, datter af dr. med., senere professor C. J. S. (1847-1924) og Ellen P. Henriques (1857-1920).
Formand for Dansk Orchidé Selskab 1909, Venstres kandidat ved folketingsvalget i Slagelsekredsen 1906, formand for aktieselskabet Hørsholm Klædefabriks bestyrelse, medlem af Nordisk Brandforsikrings repræsentantskab.
Han er begravet på Mosaisk Vestre Begravelsesplads.